# Sonata para piano n.º 17 (Beethoven)
A Sonata para piano n. ° 17, em Ré Menor, Opus 31, n. ° 2 foi composta por Ludwig van Beethoven entre 1801 e 1802. É geralmente referida como 'A Tempestade' (em alemão, Der Sturm), porém, tal título não foi dado pelo próprio Beethoven. O nome vem de uma alegação por parte de seu associado, Anton Schindler, de que a sonata havia sido inspirada na peça homônima de Shakespeare.  No entanto, grande parte das informações de Schindler são desconfiadas pelos estudiosos em música clássica.

## Movimentos
Os movimentos são três:
1. Largo-Allegro
2. Adagio
3. Allegretto

A sonata demora, em média, 25 minutos para ser executada.

## Análise
O primeiro movimento começa em compasso quaternário, com base na tonalidade de ré menor. Segue a forma sonata: exposição-desenvolvimento-resumo. 
O segundo movimento é um adagio em compasso ternário com base na tonalidade si bemol maior. Possui a forma de uma "cavatina" bipardida (exposição e recuperação do tema sem ritornellos e desenvolvimento), mas é também influenciada pela forma sonata. 
O terceiro é um Allegretto em compasso 3/8 com base na tonalidade de ré menor. A estrutura da sonata clássica é reconhecida pela maioria dos comentaristas.